# Modpave Alexander 5.
Alexander 5., før sit valg som pave var han kendt som Pietro Filargi af Candia, (født 1339 på Kreta, død 3. maj 1410 i Bologna, Italien), var modpave fra 26 juni 1409 til 3. maj 1410. Han var valgt af Koncilet i Pisa.
Han blev munk i Franciskanerordenen i 1357.